# Боттино (Северная Дакота)
Боттино (англ. Bottineau) — город в штате Северная Дакота, США, административный центр округа Боттино. По состоянию на 2013 год, численность населения составляла 2341 человек.

## История
Город был основан в 1883 году в качестве таможенного поста и перевалочного пункта для дилижансов и был назван в честь Пьера Боттино, одного из исследователей этих земель. Первоначально город был расположен в 2 км севернее современного местоположения, и перенесён в 1887 году в связи со строительством Великой Северной железной дороги.

## Географическое положение
Боттино расположен в 225 км севернее столицы штата Северная Дакота, города Бисмарк. Климат влажный континентальный, с теплым летом и сухой холодной зимой. Климатическое лето продолжается с начала июня до конца августа, зима — с начала ноября до начала апреля. Средняя температура июля составляет 19 °С со средним максимумом 27 °С, средняя температура января — −16 °С со средним минимумом −22 °С.
| Показатель                    | Янв.  | Фев.  | Март  | Апр. | Май  | Июнь | Июль | Авг. | Сен. | Окт. | Нояб. | Дек.  | Год  |
| ----------------------------- | ----- | ----- | ----- | ---- | ---- | ---- | ---- | ---- | ---- | ---- | ----- | ----- | ---- |
| Средний суточный максимум, °C | −10,7 | −6,6  | 0,0   | 10,8 | 19,0 | 23,8 | 26,7 | 26,3 | 19,6 | 12,6 | 0,8   | −7,2  | 9,8  |
| Средняя температура, °C       | −16,3 | −12,3 | −5,6  | 4,2  | 11,6 | 16,7 | 19,4 | 18,5 | 12,1 | 5,7  | −4,4  | −12,6 | 3,1  |
| Средний суточный минимум, °C  | −21,9 | −18   | −11,2 | −2,3 | 4,2  | 9,6  | 12,1 | 10,8 | 4,7  | −1,2 | −9,6  | −17,9 | −3,3 |
| Норма осадков, мм             | 13    | 10    | 16    | 31   | 53   | 79   | 69   | 63   | 46   | 27   | 14    | 12    | 433  |
| Источник: Климат Боттино      |       |       |       |      |      |      |      |      |      |      |       |       |      |

## Население
Расовый состав согласно оценкам Бюро переписи населения США на 2010 год:
- белые — 91 %
- индейцы, алеуты и эскимосы — 4,1 %
- Две и более национальностей — 2,2 %
- латиноамериканцы − 1,4 %
- афроамериканцы — 0,7 %
- азиаты — 0,5 %
- другие расы — 0,2 %

Гендерный состав 48,8 % мужчин и 51,2 % женщин. Средний возраст населения составляет 44,9 года.

## Образование и культура
В городе расположены:
| Управляющий орган                     | Бюджет               | Кол-во персонала | Кол-во учащихся        | Количество учителей    |
| ------------------------------------- | -------------------- | ---------------- | ---------------------- | ---------------------- |
| Управление образования города Боттино | $ 7,778,000          | 56,27            | 606                    | 57,10                  |
|                                       |                      |                  |                        |                        |
| Название школы                        | Тип школы            | Классы           | Кол-во учащихся        | Кол-во учителей        |
| Начальная школа города Боттино        | Начальная            | 0-6              | 306                    | 27,6                   |
| Высшая школа города Боттино           | Высшая               | 7-12             | 300                    | 29,50                  |
|                                       |                      |                  |                        |                        |
| Название библиотеки                   | Операционная прибыль | Кол-во книг      | Кол-во аудиоматериалов | Кол-во видеоматериалов |
| Публичная библиотека округа Боттино   | $ 114,223            | 27 158           | 378                    | 391                    |

## Экономика
Наибольшая занятость населения в сферах: образования, здравоохранения, сфере услуг и питания, сельского хозяйства.

## Инфраструктура

### Здравоохранение и медицина
В городе расположены:
- Медицинский центр святого Андрея
- Общество добрых самаритян г. Боттино

### Транспорт
- Железнодорожная станция.
- Муниципальный аэропорт Боттино.

## Полиция
За порядок и безопасность жителей города отвечает Офис шерифа округа Боттино, в составе 11 приведённых к присяге сотрудников, и 4 гражданских служащих.